# 武藤弘樹
武藤弘樹（日语：／ Mutō Hiroki，1997年6月26日—），日本射箭運動員，他代表日本隊參加了日本舉行的2020年夏季奧林匹克運動會，並且在男子團體比賽射出一隻十分中的十分箭獲得銅牌。